# Odontocarya emarginata
Odontocarya emarginata är en tvåhjärtbladig växtart som beskrevs av Rupert Charles Barneby. Odontocarya emarginata ingår i släktet Odontocarya och familjen Menispermaceae. Inga underarter finns listade i Catalogue of Life.